# Electric (The-Cult-Album)
Electric ist das dritte Studioalbum der Rockband The Cult. Das Album wurde im Jahr 1987 durch das Label Beggars Banquet Records veröffentlicht und ist, mit der Produktion von Rick Rubin, das erste Album der Band, das überwiegend dem Hardrock zuzurechnen ist. Das Album wurde auch in die Anthologie 1001 Albums You Must Hear Before You Die aufgenommen.

## Entstehung
Das Album Love hatte den Durchbruch für die Band bedeutet. Im Sommer 1986 nahmen The Cult in den Manor Studios in Oxfordshire zwölf Stücke für den arbeitsmäßig als Peace betitelten Nachfolger auf, waren aber mit dem Klang des von Steve Brown, der schon an Love gearbeitet hatte, gelieferten Ergebnisses unzufrieden. Das Album wurde daher mit Rick Rubin erneut aufgenommen und die Titelfolge verändert, Andy Wallace war als Toningenieur tätig. Auch in der Band gab es Veränderungen: Jamie Stewart übernahm die Rhythmusgitarre, der frühere Bassist von Zodiac Mindwarp, Kid Chaos, stieß hinzu.

## Rezeption
Das Album erreichte Platz vier in Großbritannien. Ned Raggett von Allmusic vergab für Electric 4,5 von fünf Stenen. Er lobte es als „Vergnügen von Anfang bis zum Ende“, ausgenommen Peace Dog und das Steppenwolf-Cover Born to Be Wild.

## Titelliste
1. Wild Flower – 3:39
2. Peace Dog – 3:35
3. Lil' Devil – 2:48
4. Aphrodisiac Jacket – 4:10
5. Electric Ocean – 2:50
6. Bad Fun – 3:33
7. King Contrary Man – 3:32
8. Love Removal Machine – 4:17
9. Born to Be Wild (Mars Bonfire) – 3:55
10. Outlaw – 2:52
11. Memphis Hip Shake – 4:00

### Titel des geplanten AlbumsPeace/Manor Sessions
Alle Stücke erschienen auf Rare Cult im Jahre 2000. Die Stücke 1, 2, 5, 6 und 10 erschienen erstmals auf der Extended Play The Manor Sessions 1988. Die Stücke 7–9 und 11 wurden als B-Seiten von Singles des Albums Electric 1987 herausgebracht.
1. Love Removal Machine
2. Wild Flower
3. Peace Dog
4. Aphrodisiac Jacket
5. Electric Ocean
6. Bad Fun
7. Conquistador
8. Zap City
9. Love Trooper
10. Outlaw
11. Groove Co.

Alle Stücke wurden von Ian Astbury und Billy Duffy geschrieben, außer wo anders angegeben.